# 迪克·斯雷顿
唐纳德·肯特·“迪克”·斯雷顿（英語：Donald Kent "Deke" Slayton，1924年3月1日—1993年6月13日），美国首批宇航员（“水星计划七人”）之一，但由于心脏问题而不能执行太空任务。他曾任美国国家航空航天局（NASA）飞行任务成员办公室主任及美國空軍少校。从1963年11月直到1972年3月，迪克·斯雷顿选择了所有太空任务的执行人选；1972年3月，当他的身体情况终于可以执行太空任务时，斯雷顿担任了阿波罗-联盟测试计划的对接舱驾驶员。

## 生平
斯雷顿出生于美国威斯康辛州斯巴达附近的农场。儿时的一次农场事故使他的左手无名指严重受伤。1942年，斯雷顿进入了美國陸軍航空軍，成为军官学校生。後來當上一名B-25轰炸机飞行员，在二战期间执行了56次欧洲任务。
1949年，斯雷顿在明尼苏达大学获得了航空工程学士学位。
1959年，他作為空军飞行员，入選為水星计划七人的一员。斯雷顿在计划中应当执行1962年的第2次载人地球轨道飞行（后来命名为“德尔塔7号”），但由于不稳定的心率（先天心房纤维颤动）使他被禁止飞行，他的飞行任务由斯科特·卡彭特执行。斯雷顿是水星计划七人中唯一没有在水星计划中执行过任务的成员。
斯雷顿1963年从空军退役，以平民身份为工作，负责宇航员选择。他在双子星座计划和阿波罗计划的宇航员选择中起到了决定性的作用，甚至包括决定尼尔·阿姆斯特朗将第一个登上月球。斯雷顿对其他仍然担任宇航员的水星计划七人成员始终很关心，一直保证他们能够得到飞行任务。

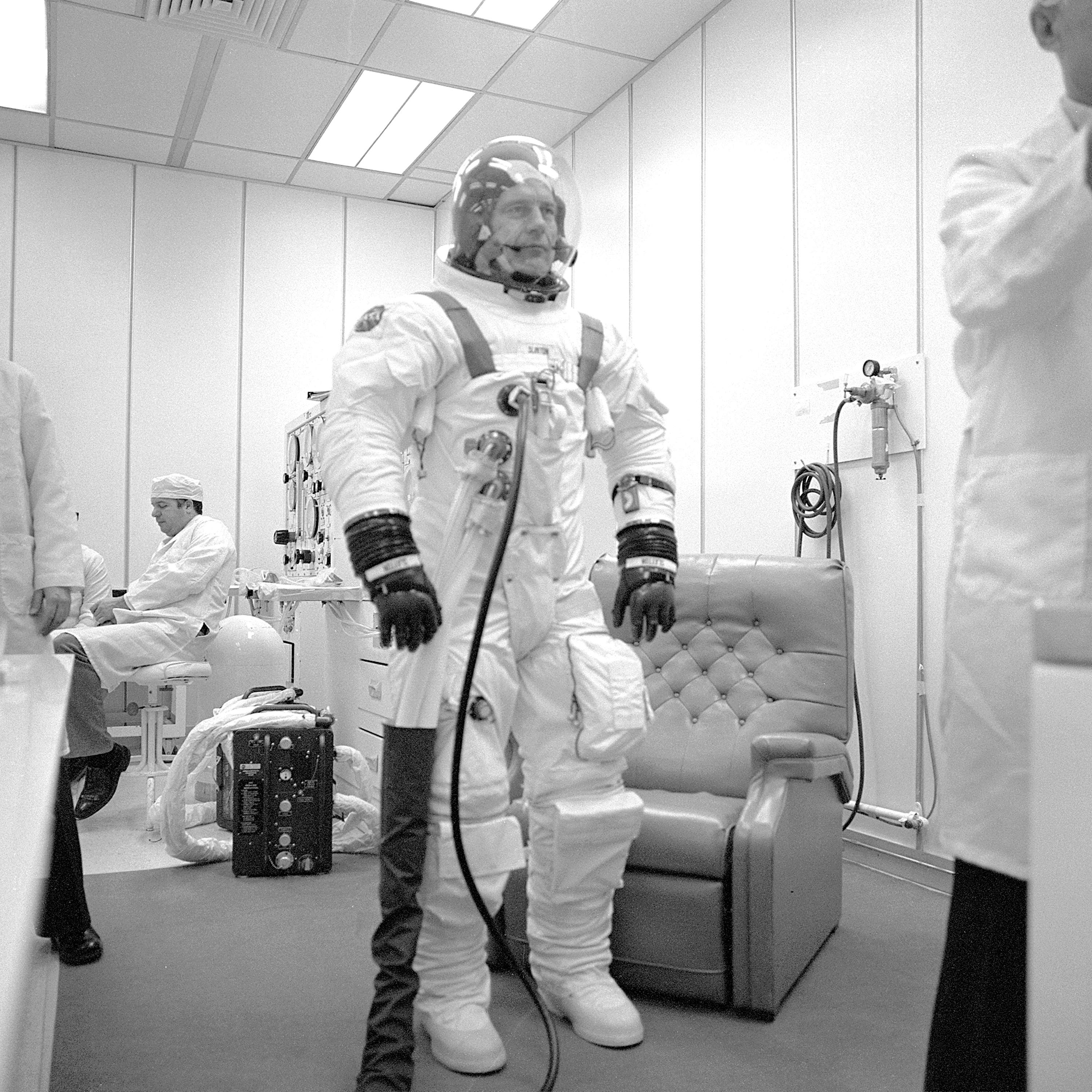
身着宇航服的斯雷顿

长期的医疗使斯雷顿在1973年终于得到飞行许可，被选择作为阿波罗-联盟号的对接舱驾驶员，负责将美国的阿波罗航天器与苏联的联盟航天器对接。1975年7月17日，两国的航天器在地球轨道对接；美国的托马斯·斯塔福德和文斯·布兰德在太空与苏联的阿列克谢·列昂诺夫和瓦列里·库巴索夫握手。返回之后，他成为了航天飞机使用及回收测试计划的负责人。
斯雷顿1982年从退休。退休后，他成为了位于休斯顿的太空服务有限公司（Space Services, Inc.）的总裁，研制小型商业火箭。他参与了火箭的设计和生产，并于82年9月9日成功发射。他还对竞技飞行产生了兴趣。
1988年，斯雷顿与艾伦·谢泼德合作写了《月球之旅：美国去月球的内部故事》（Moon Shot: The Inside Story of America's Race to the Moon）。这本书于1994年登上螢幕，可惜斯雷顿最终没能看到这部电影。他还撰写了了自传《迪克·斯雷顿自传》（Deke!: An Autobiography）。
1993年6月13日，斯雷顿因脑瘤去世于德克萨斯州的里格城（League City）。